# Jonsuemheb y el fantasma
Jonsuemheb y el fantasma o Jonsuemheb y el espectro (a veces conocido como Una historia de fantasmas), es un cuento de fantasmas, un clásico de la literatura del Antiguo Egipto, que se remonta al período ramésida del imperio Nuevo de Egipto. Su protagonista es un sacerdote llamado Jonsuemheb (que significa 'Jonsu está en júbilo') y la historia gira en torno a su encuentro con un inquieto fantasma.
| x · n | sw | w | m | H | b | W4 |

| x · n | sw | w | m | H | b | W4 |

## Argumento
El comienzo del cuento está perdido, pero se da a entender que un hombre, sin nombre, se ha visto obligado a pasar la noche junto a una tumba en la necrópolis tebana, solo para ser despertado por un fantasma que residía en ella. Este hombre acudió al sumo sacerdote de Amón, Jonsuemheb, y le contó lo que le había pasado.
El texto comienza con Jonsuemheb llamando a los dioses del cielo, de la tierra y del otro mundo, desde su azotea, para convocar al fantasma. Cuando el fantasma llega, Jonsuemheb le pregunta su nombre, y el fantasma dice ser Nebusemej, hijo de Anjmen y de la dama Tamshas. Su tumba había sido destruida e interrumpidas sus ofrendas funerarias, no tenía paz y se quejaba amargamente de su desgraciado destino porque no deseaba "vagar como la corriente del Nilo". Jonsuemheb se ofrece a restaurar la tumba y proporcionar un ataúd de azufaifo dorado para el fantasma para que alcance la paz, pero el espíritu no está convencido de las intenciones del sumo sacerdote y responde que el calor no es excesivo para quien es atormentado por los vientos en invierno; el que no sabe de comida no tiene hambre; la piedra no envejece con los siglos, sino que se derrumba. Jonsuemheb, sentado junto al fantasma, queda conmocionado por sus palabras y llora y pide contar su desafortunado destino, de lo contrario, se privará de comida, agua, aire y la luz del día.
Entonces, Nebusemej le cuenta su vida pasada, cuando era supervisor de las tesorerías y oficial militar bajo el faraón Rahotep. Cuando murió en el verano del año 14 del reinado del faraón Mentuhotep, este le proporcionó un conjunto de vasos canopos, un sarcófago de alabastro y una tumba de fosa de diez codos. Sin embargo, a lo largo de los siglos, la tumba se derrumbó parcialmente, lo que permitió que el viento llegara a la cámara funeraria. También reveló que antes que él, otros prometieron restaurar su tumba pero no lo cumplieron. Jonsuemheb le dice al fantasma que cumplirá con cualquiera de sus solicitudes y se ofrece a enviar a diez de sus sirvientes para hacer ofrendas diarias en su tumba, pero el fantasma lamenta que esta última idea no sirva para nada.
En este punto, el texto se interrumpe, y el siguiente fragmento relata los esfuerzos de tres hombres enviados por Jonsuemheb en busca de un lugar adecuado para construir una nueva tumba para el fantasma. Finalmente encuentran el lugar ideal en Deir el-Bahari, cerca de la calzada del templo funerario de Mentuhotep II. Los hombres regresan a Karnak, donde está oficiando Jonsuemheb, y le informan sobre el lugar que han encontrado. Un jubiloso Jonsuemheb informa al jefe de la hacienda de Amón, Menkau, sobre su plan.
El texto termina repentinamente aquí, pero es probable que Jonsuemheb haya logrado llevar a cabo su plan, reconstruyendo su tumba y reanudando su culto funerario, para descansar en paz, calmando así al fantasma.

## Historia
La obra fue escrita durante las dinastías XIX-XX y restaurada a partir de fragmentos, ya que se ha conservado en varios ostraca, ahora conservados en el Museo Egipcio de Turín (n. S.6619), el Museo de Historia del Arte de Viena (n.° 3722a) , el Louvre de París (n.º 667 + 700) y el Museo Arqueológico Nacional de Florencia (nº 2616, 2617). El óstraco de Turín fue el último en ser descubierto, en 1905 en Deir el-Medina por Ernesto Schiaparelli, por lo que Gaston Maspero en 1882 dio una reconstrucción diferente del cuento. El orden de lectura de los ostraca es el siguiente:
1. Turín - el comienzo;
2. Viena - la primera propuesta de Jonsemheb;
3. Florentino 1 y 2 - desde el deseo de Jonsuemheb de compartir el destino del fantasma;
4. Louvre - la parte final tras la interrupción, relativa a la búsqueda de un nuevo lugar de enterramiento.

El cuento contiene varios momentos oscuros que están abiertos a la interpretación. Uno de ellos se refiere a la identidad de los dos faraones que, según la historia, fueron contemporáneos de Nebusemej. El primero, Rahotep, uno de los primeros faraones de la dinastía XVII, el segundo, Mentuhotep, es una figura controvertida, ya que ningún gobernante tebano con ese nombre, viviendo en las cercanías de la época de Rahotep, gobernó durante 14 años. Jürgen von Beckerath creía que ambos nombres realmente se refieren a Rahotep. William Kelly Simpson también sugirió que el autor pretendía referirse a Mentuhotep II de la dinastía XI, a quien también se menciona más adelante en la historia. Simpson argumenta que el autor no conocía a fondo la historia de Egipto, ya que Mentuhotep II gobernó alrededor de cinco siglos antes que Rahotep.
En el Antiguo Egipto, a los fantasmas o espectros se les denominaba aj y eran, en alguna forma, similares a lo que eran antes, su antiguo yo, y las interacciones entre los fantasmas y las personas vivas se veían de una manera menos sobrenatural que en la actualidad.